# Termas de Varo
Las Termas de Varo fueron unas antiguas termas de la ciudad de Éfeso,  en Asia Menor, en la actual Turquía. Sus ruinas forman parte del yacimiento arqueológico de Éfeso, declarado Patrimonio de la Humanidad por la Unesco.
Se construyeron originalmente durante el Imperio romano en el siglo II d. C. Fueron reconstruidas en la antigüedad tardía alrededor del año 400 por una mujer cristiana  En aquella época, el edificio reutilizó piedras de construcciones anteriores.

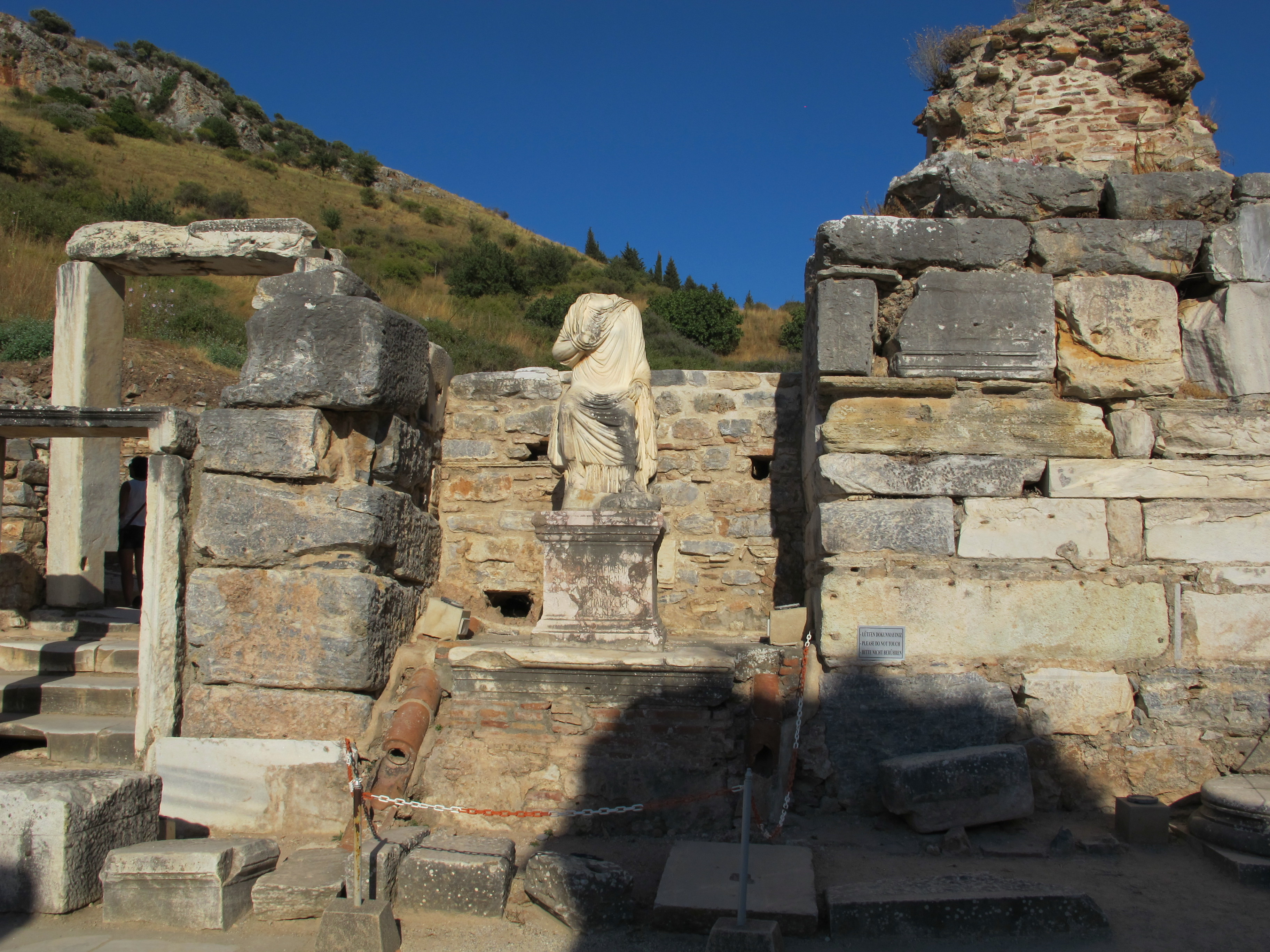
Ruinas de las Termas de Varo.

Las termas de Varo estaban situadas en la ladera inferior del lado suroccidental de la actual colina de Panayırdağ. El vestíbulo del edificio era un apoditerio en forma de ábside. Los vestuarios se encontraban a los lados del apoditerio. Desde la sala se accedía a las demás estancias de las termas, el frigidarium, el tepidarium, el caldarium y el sudatorium. Había un hipocausto bajo el suelo y también un sistema de calefacción en parte de las paredes. La calefacción procedía de la sala del praefurnium.
Las termas estaban conectados con el lado norte de la letrina y un edificio residencial, que a menudo se ha interpretado erróneamente como un burdel. El Templo de Adriano formaba parte del mismo complejo.
Las llamadas Termas del Ágora administrativa fueron malinterpretadas anteriormente como las Termas de Varo, por lo que a menudo aparecen con el mismo nombre en textos más antiguos.